# Edward Slaski
Edward Franciszek Slaski (Franciszek Edward Slaski; niekiedy Ślaski, niewłaściwe Edward Nieczuja-Ślaski) (ur. 2 października 1841 roku w Konarzewie-Gołąbkach – zm. 12 lutego 1919 roku w Lublinie) – dowódca oddziału w powstaniu styczniowym, ziemianin.
Pochodził z rodu Slaskich herbu Grzymała, od XVI w. osiadłej na Mazowszu, w rejonie Ciechanowa. Był synem Michała właściciela Konarzewo-Gołąbki i Katarzyny z Ruszczyńskich.
W powstaniu walczył pod wsią Czemskie. Pozbawiony praw stanu, skazany na 8 lat robót katorżniczych do jednej z twierdz na Syberii. Więzień kopalń na Syberii. Uciekł z Syberii przez Chiny i Japonię. 
Pochowany na cmentarzu rzymskokatolickim przy ul. Lipowej w Lublinie.